# Sam Lazarus
Sam Lazarus ist ein US-amerikanischer Schauspieler und Komiker.

## Leben
Lazarus machte seinen Bachelor of Arts an der University of Arizona. 2015 gab er im Spielfilm DUFF – Hast du keine, bist du eine und im Kurzfilm Yield in jeweils Nebenrollen sein Schauspieldebüt. 2016 spielte er in einer Episode der Fernsehserie Zoe Ever After und als Nebendarsteller im Film Umweg nach Hause mit. Weitere Besetzungen im selben Jahr hatte er in den Serien RePlay,  Million Dollar Extreme Presents: World Peace und 64/8 sowie eine Rolle im Kurzfilm Black Love. 2018 spielte er im Spielfilm Family sowie in den Kurzfilmen Look und Fugue mit. 2019 wirkte er als Episodendarsteller in einer Episode der Fernsehserie Mr. Griffin – Kein Bock auf Schule sowie in der Rolle des Gordy im Horrorfilm Clown – Willkommen im Kabinett des Schreckens mit. 2020 stellte er in der Fernsehserie Her Voice in insgesamt sechs Episoden die Rolle des Phil dar. 2022 wirkte er in der Miniserie Three Funny Dudes und dem Film Good Mourning mit.

## Filmografie (Auswahl)
- 2015: DUFF – Hast du keine, bist du eine (The Duff)
- 2015: Yield (Kurzfilm)
- 2016: Zoe Ever After (Fernsehserie, Episode 1x01)
- 2016: Umweg nach Hause (The Fundamentals of Caring)
- 2016: RePlay (Fernsehserie, 3 Episoden)
- 2016: Black Love (Kurzfilm)
- 2016: Million Dollar Extreme Presents: World Peace (Fernsehserie, Episode 1x02)
- 2016: 64/8 (Fernsehserie, Episode 1x01)
- 2018: Family
- 2018: Look (Kurzfilm)
- 2018: Fugue (Kurzfilm)
- 2019: Mr. Griffin – Kein Bock auf Schule (A.P. Bio, Fernsehserie, Episode 2x04)
- 2019: Clown – Willkommen im Kabinett des Schreckens (Clown)
- 2020: Her Voice (Little Voice, Fernsehserie, 6 Episoden)
- 2022: Three Funny Dudes (Miniserie)
- 2022: Good Mourning